# Michaela Welnhofer-Zeitler
Michaela Welnhofer-Zeitler (* 9. September 1967) ist eine deutsche Juristin. Sie ist seit dem 1. März 2024 Richterin am Bundesgerichtshof.

## Leben und Wirken
Welnhofer-Zeitler war nach dem Abschluss ihrer juristischen Ausbildung zunächst zwei Jahre als Rechtsanwältin und Steuerberaterin tätig, bevor sie im November 1997 in den höheren Justizdienst des Freistaats Bayern eintrat. Dort war sie in der Proberichterzeit bei der Staatsanwaltschaft München I eingesetzt, wo sie im August 2000 zur Staatsanwältin ernannt wurde. Im Juni 2001 wechselte sie als Richterin am Amtsgericht an das Amtsgericht Pfaffenhofen an der Ilm und im April 2003 an das Amtsgericht München. Im April 2007 wurde sie zur Staatsanwältin als Gruppenleiterin befördert und kehrte als solche an die Staatsanwaltschaft München I zurück. Im April 2012 wurde Welnhofer-Zeitler zur Vorsitzenden Richterin am Landgericht ernannt und wechselte an das Landgericht München II. Zuletzt war sie seit Dezember 2017 als Richterin am Oberlandesgericht München Mitglied mehrerer Strafsenate.
Im März 2023 wurde Welnhofer-Zeitler zur Richterin am Bundesgerichtshof gewählt. Am 2. Mai 2024 wurde sie zur Richterin am Bundesgerichtshof ernannt und zunächst dem 1. Strafsenat zugewiesen.